# Janvier 1775
Cette page présente les faits marquants du mois de janvier 1775.

## Événements

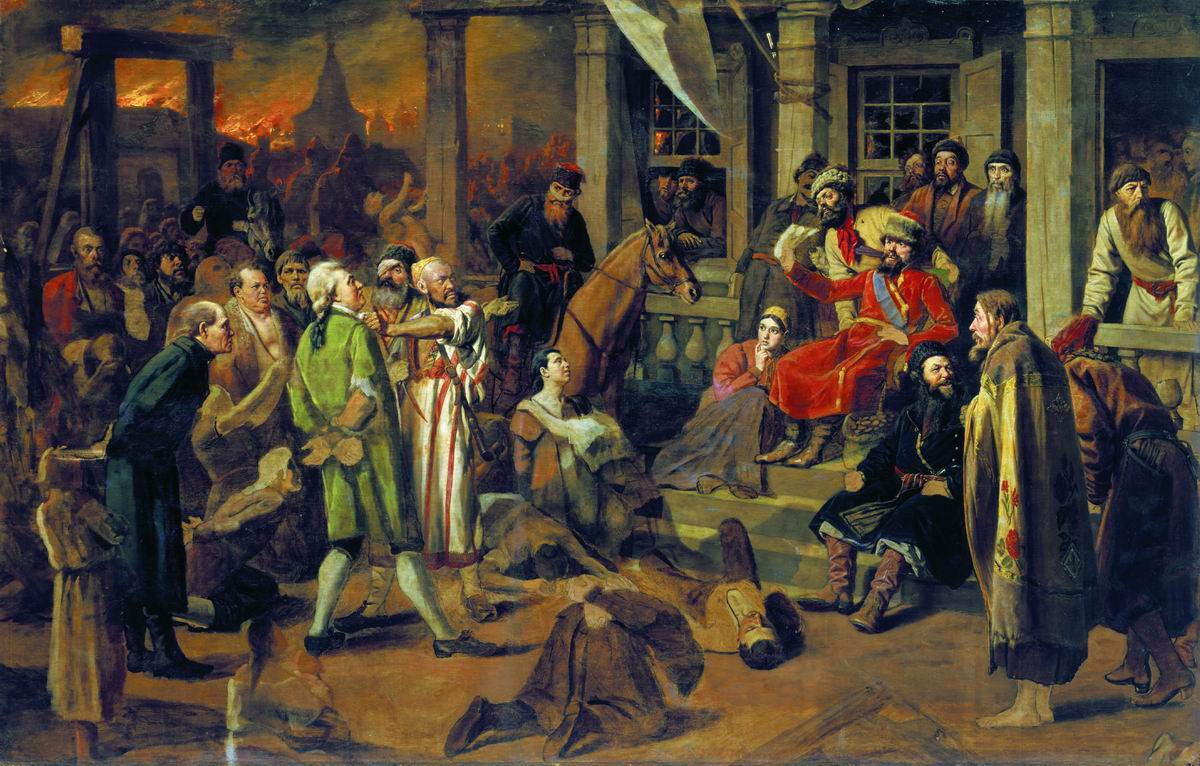
Le jugement de Pougatchev

- Janvier et Février, France : gelées d’oliviers en Provence. Hiver glacial dans le nord de la France. Normal au Centre et dans le Sud du pays. Grand froid à partir du 8 janvier jusqu’au début février. Température record : -17,2 °C à Paris le 29 janvier. La Seine est gelée du 25 janvier au 6 février.

- 1er janvier[1] : Condorcet est nommé par Turgot inspecteur général des Monnaies.

- 21 janvier[2], Russie : Emelian Pougatchev, livré par ses cosaques au général Souvorov (19 septembre 1774) est transporté dans une cage de fer à Moscou où il est décapité (10 janvier du calendrier julien). La répression sur les lieux de la révolte fait 15 000 victimes et se poursuit jusqu’en août.

## Naissances

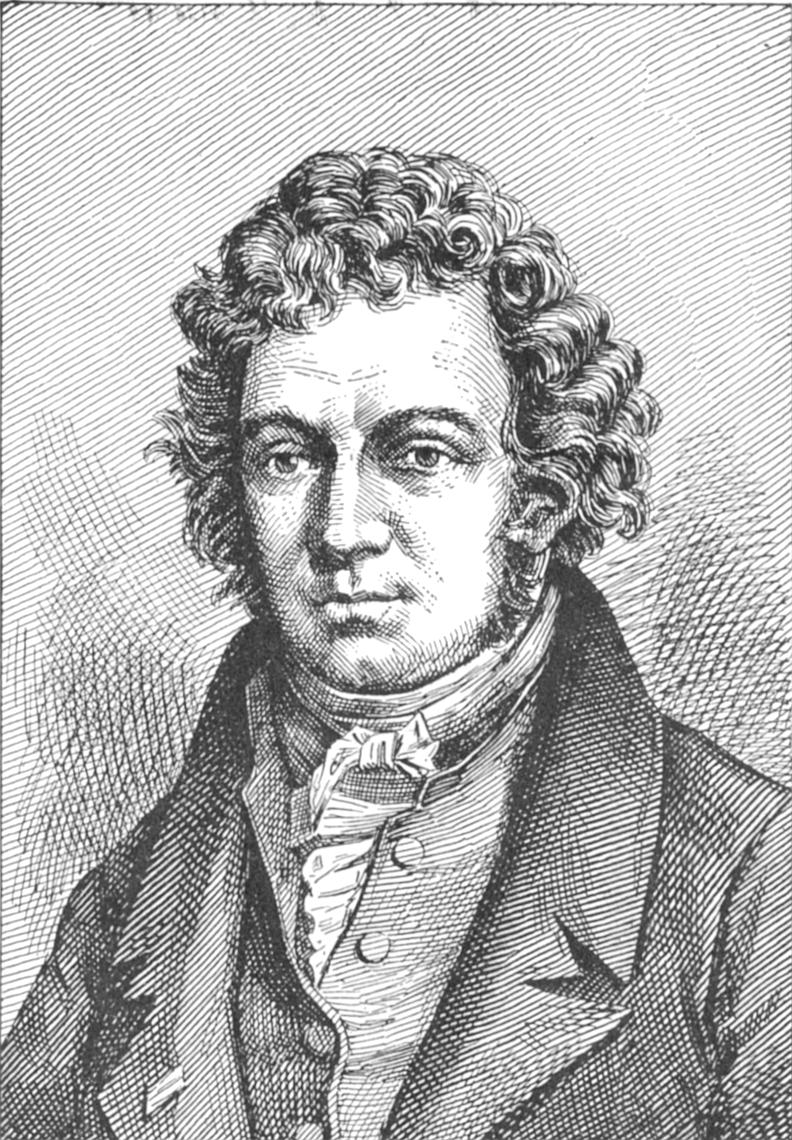
André-Marie Ampère

- 22 janvier : André-Marie Ampère († 1836), physicien français.

## Décès
- 8 janvier : John Baskerville (né en 1706), imprimeur et inventeur anglais.
- 17 janvier : Vincenzo Riccati (né en 1707), mathématicien italien.